# جون كادوالادر
كان جون كادوالادر (بالإنجليزية: John Cadwalader) (من مواليد 10 يناير 1742 - وتُوفي في 10 فبراير 1786) قائداً لقوات بنسلفانيا خلال حرب الاستقلال الأمريكية.

## حياته المُبكرة
وُلد جون كادوالادر في ترنتون بولاية نيو جرسي لأبوين من جمعية الأصدقاء الدينية، وهو الابن الأكبر لتوماس كادوالادر (1707-1779) وزوجته هانا لامبرت.. في عام 1750،
انتقلت عائلة كادوالادار إلى فيلادلفيا حيث أصبح جون وشقيقه لامبرت تاجرين.
تزوج جون كادوالادر في 25 سبتمبر 1768 من إليزابيث لويد (1742-1776)، ابنة إدوارد لويد، من مقاطعة تالبوت بولاية ماريلاند، والتي كان شقيقها هو إدوارد لويد الرابع مندوب ميريلاند في الكونغرس القاري. تزوجت ابنتهما ماريا كادوالادر (1776–1811) من صموئيل رينغولد الذي أصبح عضو الكونغرس عن ولاية ماريلاند. لمع نجم ابنيهما صموئيل رنغولد وكادوالادر رينغولد في مجال المهن العسكرية.

## الحرب الثورية
انتُخب الكولونيل جون كادوالادر في عام 1776 ضابطًا كبيرًا في جمعية اتحاد المحامين في فيلادلفيا، وهي ميليشيا تطوعية أسسها بنجامين فرانكلين في عام 1747.  وبحلول ديسمبر، تمركز كادوالادر وأتباعه حوالي 10 ميلا إلى الجنوب من ترينتون على الجانب الغربي لنهر ديلاوير في مقاطعة ميلووكي بولاية بنسلفانيا بين بريستول وبنسلفانيا وبرلنغتون، بولاية نيو جيرسي. تلقى كاداولادر أوامره بإرسال جنوده عبر النهر من ليلة 25 إلى 26 ديسمبر والسير إلى ترينتون من الجنوب. كان جنود جورج واشنطن في هذه الأثناء يعبرون النهر شمال ترينتون ويهاجمون المدينة من هذا الاتجاه. وبعد نجاحه في عبور قواته الخفيفة، اكتشف كاداولادر أن جليد النهر منع عبور مدفعيته، فعاد مع قواته إلى ولاية بنسلفانيا، تاركًا قوات واشنطن غير مدعومة في نيوجيرسي. كان من حسن حظ واشنطن أن جنود إيسن قد تحركوا من حامية عسكرية في بوردن تاون إلى جبل هولي حيث كانوا يشاركون في معركة آرت وركس هيل، ولم يعودوا قادرين على الدفاع عن ترنتون. نجح واشنطن في هجومه المفاجئ صباح يوم 26 ديسمبر ضد حامية هس في ترينتون.
عبر كادوالادر وقواته النهر في اليوم التالي. وشارك بعد ذلك كادوالادر في الهجمات المتتالية في نيوجيرزي، والتي أجبرت القائد البريطاني الجنرال وليام هاو ومساعده الرئيسي اللورد كورنواليس على تسليم الدولة للأميركيين.
خاض كادولادر بعد معركة كونواي مبارزة مع توماس كونواي في 1778 حيث أصيب كادولادر بإصابة بتسديدة في الفم.

## روابط خارجية
- Historical Society of Pennsylvania: Biography of John Cadwalader
- ديفيد هاكيت فيشر (2004). Washington's Crossing  [لغات أخرى]‏. New York: Oxford University Press. (ردمك 0-19-517034-2)
- الأردن, John W. (1914). Encyclopedia of Pennsylvania biography. New York: Lewis Historical Pub. Co., 111: 720-723. John Cadwalader family history
- Kent County Heritage Committee (2003). Guide to Kent County heritage. Chestertown, Maryland.
- Rodgers Biographical Dictionary. "General John Cadwallader  [ك‍]". pp. 224–228.
- Weeks, Christopher, et al. (1984). Where land and water intertwine, an architectural history of Talbot County, Maryland. Baltimore: The Johns Hopkins University Press, (ردمك 0-8018-3165-2)

- Biography and portrait of Gen. John Cadwalader at Virtualology.com
- مؤلفات John Cadwalader في مشروع غوتنبرغ
- أعمال أو نبذة عن جون كادوالادر على أرشيف الإنترنت
- Biography and portrait of Gen. John Cadwalader Courtesy of the University of Pennsylvania
- Biography and portrait of Dr. Thomas Cadwalader Courtesy of the University of Pennsylvania
- جون كادوالادر على موقع فايند أغريف
- The Cadwalader Family Papers, including correspondence and Revolutionary War materials belonging to General John Cadwalader, are available for research use at the Historical Society of Pennsylvania.